# Mizuki Arai
Mizuki Arai (født 14. april 1997) er en japansk fodboldspiller, som spiller for den japanske fodboldklub Kataller Toyama.